# Hinthada
Hinthada (Henzada) és una ciutat de Birmània (Myanmar) a la divisió d'Ayeyarwady. La població de la municipalitat s'estimava en 310.000 el 1983. La ciutat pròpia era de 134.947 segons la GeoNames geographical database (2005) i de 122.600 el (2001) segons Free Dictionary Arxivat 2006-06-28 a Wayback Machine.. La ciutat disposa d'universitat i és capital del districte d'Hinthada.

## Història
Sota domini britànic Hinthada va formar una municipalitat, una subdivisió i un districte. La subdivisió ocupava la part sud del districte amb les municipalitats d'Hinthada o Henzada, Zalun, Okpo i Lemyethna townships i 956 km², amb una població el 1901 de 131.698 (118.839 el 1891). La municipalitat d'Hinthada la formaven 520 pobles i una ciutat, Hinthada amb 24,756 habitants el 1901. La municipalitat fou formada el 1874. El districte estava a la part nord de la divisió. Vegeu Districte d'Hinthada